# Halima Krausen

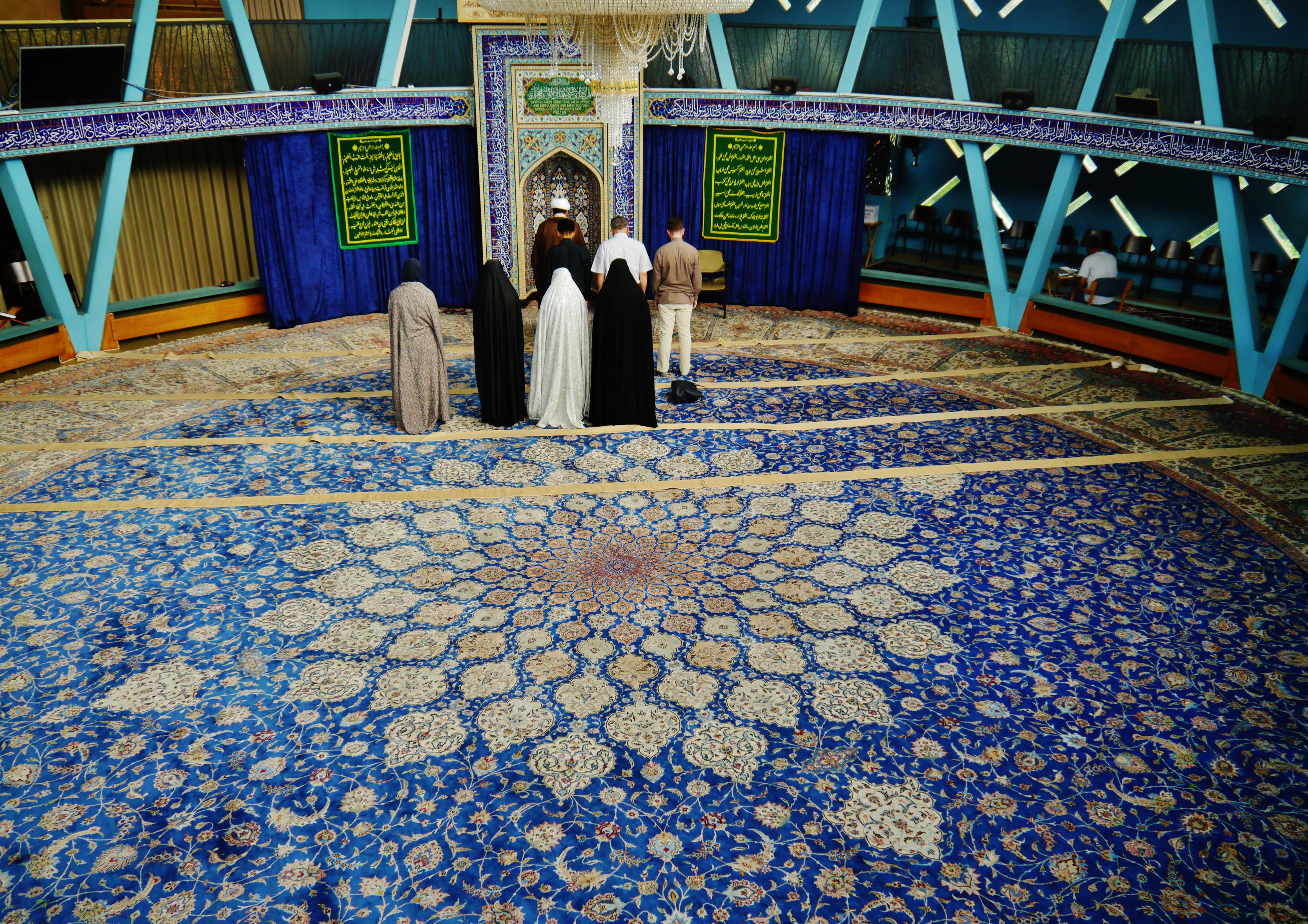
Imam-Ali-Moschee, Gebetsraum

Halima Krausen (* 1949 in Aachen) ist eine muslimische Theologin, die im interreligiösen Dialog engagiert ist.

## Leben
Krausen stammt aus einer gemischt-konfessionellen christlichen Familie und konvertierte als Jugendliche zum Islam. Dabei nahm sie den Vornamen Halima an. Es gab zu dieser Zeit noch wenige deutschsprachige Muslime. Krausen wandte sich an die Hamburger Imam-Ali-Moschee, wo sie zur Theologin ausgebildet wurde. Sie studierte Theologie in mehreren islamischen Ländern.
Von 1984 bis 1988 arbeitete sie an einer deutschen Übersetzung des Koran mit. 1996 wurde sie als Nachfolgerin von Imam Mehdi Razvi Leiterin der deutschsprachigen muslimischen Gemeinde von Hamburg. Das Amt einer Imamim hatte sie bis 2014 inne. Außerdem hat sie den Status einer Shaykha.
Krausen vertritt nach eigenem Bekunden keinen feministischen Ansatz bei der Koranexegese. Sie möchte durch Konsens leiten und keinen Riss (fitnah) in der Gemeinde verursachen; deshalb schrieb sie ihre Freitagspredigten nieder, anstatt in der Moschee zu predigen, was möglich gewesen wäre, aber in der Gemeinde umstritten war.
Halima Krausen ist Gastwissenschaftlerin an der Akademie der Weltreligionen der Universität Hamburg. Sie ist Vorstandsmitglied im Bendorfer Forum.

## Veröffentlichungen (in Auswahl)
- „Darin sind Zeichen für Nachdenkende“ – Islamische Theologie – in sechzig Freitagspredigten homiletisch entfaltet. Verlag Traugott Bautz, Nordhausen 2009, ISBN 978-3-88309-515-8
- Licht über Licht: Die schönsten Gebete des Islam. Herder Spektrum, 2011, ISBN 978-3-451-06402-9
- Zeichen an den Horizonten – Zeichen in euch selbst – Freitagspredigten zum Nachdenken. Verlag Traugott Bautz, Nordhausen 2013, ISBN 978-3-88309-795-4
- Zeichen von Gottes Barmherzigkeit. Verlag Traugott Bautz, Nordhausen 2016, ISBN 978-3-95948-201-1
- Islam und Geschlechtergerechtigkeit. In: Zekirija Sejdini (Hrsg.): Islam in Europa: Begegnungen, Konflikte und Lösungen. Waxmann, Münster 2018, ISBN 978-3-8309-3809-5, S. 79–92
- Dialog in Transdifferenz – Transdifferenz im Dialog (= Jerusalemer Texte. Band 23). Hrsg. zusammen mit Hans-Christoph Goßmann und Michaela Will. Verlag Traugott Bautz, Nordhausen 2019, ISBN 978-3-95948-408-4
- „Wir haben selber gehört und erkannt“ - „We have heard and we know“ (Joh 4, 42). Hrsg. zusammen mit Hans-Christoph Goßmann und Michaela Will. Verlag Traugott Bautz, Nordhausen 2021, ISBN 978-3-95948-547-0.